# Apochthonius hypogeus
Espèce
Apochthonius hypogeus est une espèce de pseudoscorpions de la famille des Chthoniidae.

## Distribution
Cette espèce est endémique de Virginie aux États-Unis. Elle se rencontre dans le comté d'Augusta sur la Great North Mountain.

## Description
La femelle holotype mesure 1,54 mm.

## Publication originale
- Muchmore, 1976 : New species of Apochthonius, mainly from caves in central and eastern United States (Pseudoscorpionida, Chthoniidae). Proceedings of the Biological Society of Washington, vol. 89, no 4, p. 67-80 (texte intégral).